# Asensio Sales

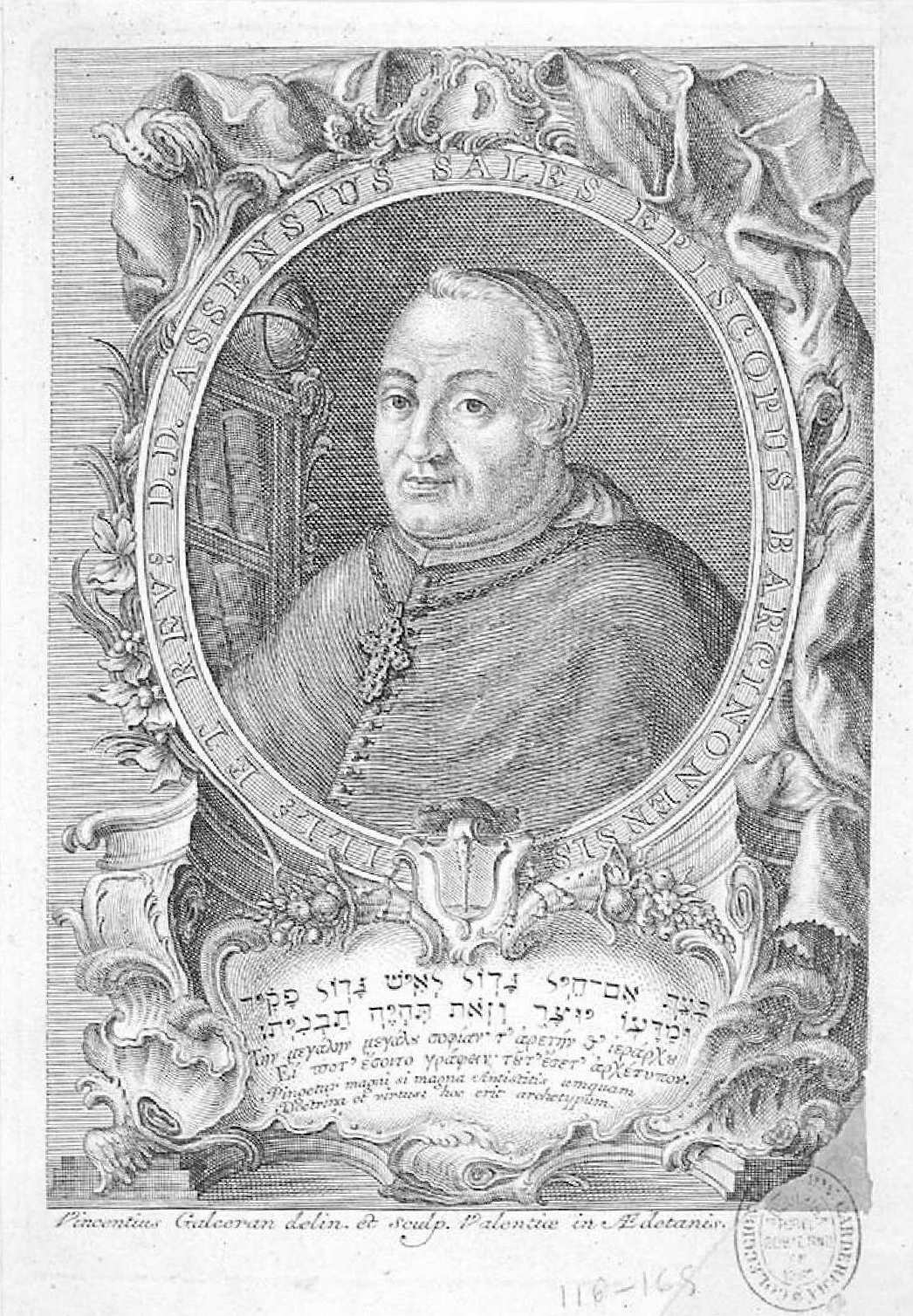
Asensio Sales, obispo de Barcelona por Vicente Galcerán. Ilustración de la obra de Mateo Aymerich, Nomina et Acta Episcoporum Barcinonensium, Barcelona, 1760. Biblioteca Nacional de España.

Asensio Sales (Valencia, 1699-Barcelona, 13 de enero de 1766) fue un sacerdote católico español, catedrático de teología suareciana en la Universidad de Valencia con título de pavorde, consagrado en 1755 obispo de Barcelona.
Educado en la Universidad de Valencia, en la que ocupó las cátedras de Durando y de Teología Metafísica, con fama de profesor «aplicadísimo y [que] tiene la mejor librería de aquella escuela», formó parte en ella del círculo de pensamiento ilustrado reunido en torno a Gregorio Mayans, con quien mantuvo continuada correspondencia epistolar tras marchar como obispo a Barcelona.
De su gestión al frente del episcopado barcelonés merece ser recordado el nuevo episcopologio encomendado por él al jesuita y catedrático de la Universidad de Cervera Mateo Aymerich, que salió editado en 1760 con el título de Nomina et Acta Episcoporum Barcinonensium, para corregir los errores detectados en el anterior de Juan Corbelló, publicado entre 1664 y 1682.
En el contexto de las polémicas antijesuíticas, al extenderse las doctrinas regalistas propias del Despotismo ilustrado entre las monarquías europeas y desencadenarse la persecución contra ellos, acusados en Portugal por el primer ministro marqués de Pombal como inductores del atentado contra el rey, y en Francia, enfrentados a los jansenistas, por su laxismo y oposición al galicanismo del Parlamento de París, Asensio Sales se manifestó públicamente simpatizante de la Compañía de Jesús y, en lo doctrinal, de la teología de Francisco Suárez, como pondrían de manifiesto sus buenas relaciones con la Universidad de Cervera, la elección de Aymerich para la redacción del episcopologio y su correspondencia con Mayans.
Fue también defensor de la colegialidad episcopal, frente al regalismo monárquico y el centralismo de la curia romana, y así abrió el que por mucho tiempo sería el último sínodo que se celebrase en su diócesis de Barcelona (1755) y participó en el que también sería último de los concilios celebrados en la provincia Tarraconense (1757). Todavía en Valencia compró a través del librero Francisco Manuel de Mena —del que era buen cliente— la Collectio maxima conciliorum junto con una edición de la Biblia traducida por Valera impresa en Ámsterdam.
Los últimos años de su episcopado se vieron afectados por una pérdida progresiva de visión hasta quedar completamente ciego en 1761.